# Hiëronymus van Aken

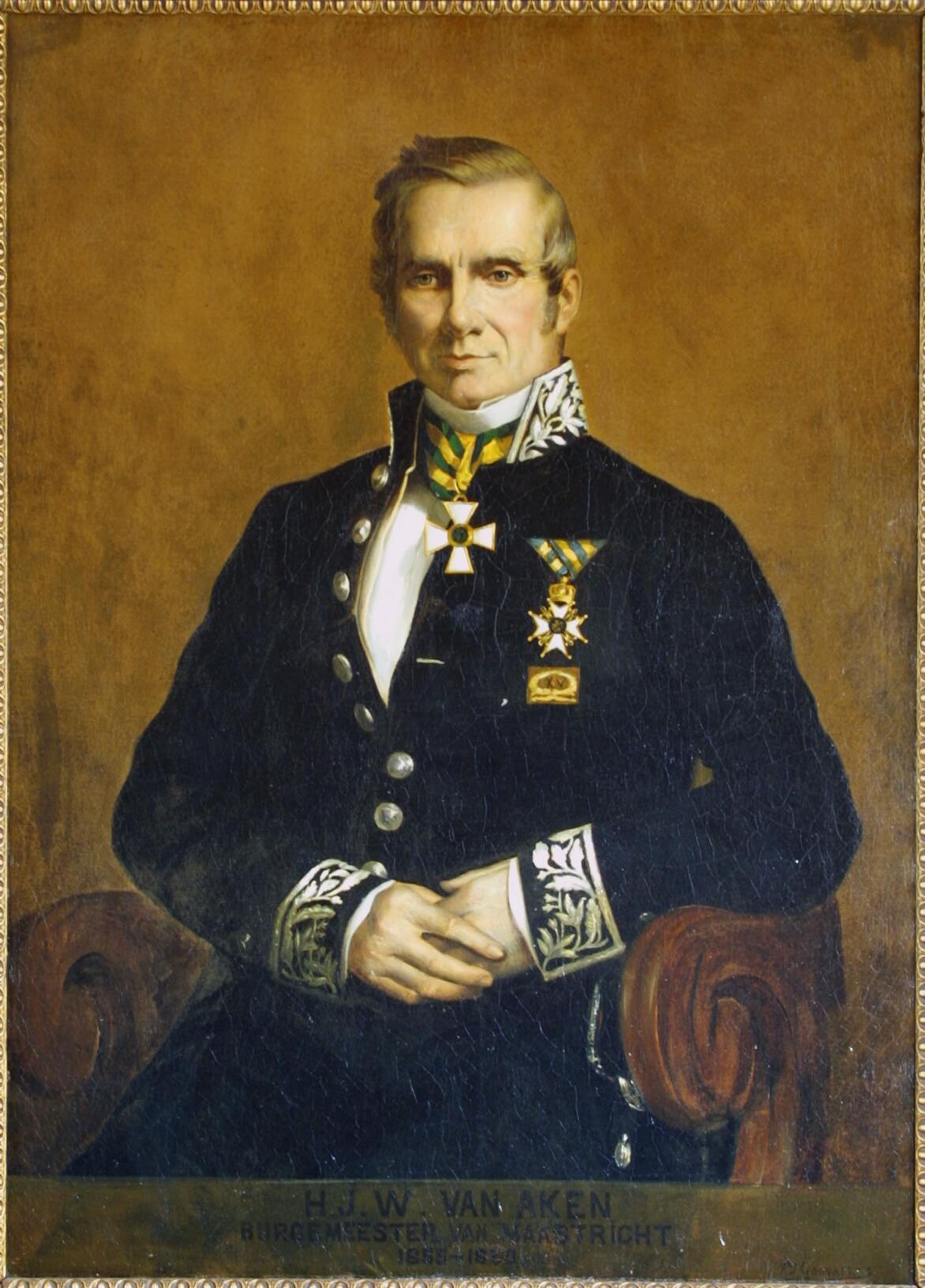
H.J.W. van Aken op schilderij van Henri Goovaerts uit 1907

Hiëronymus Joannes Wilhelmus van Aken (Maastricht, 22 januari 1796 — aldaar, 19 juli 1860), was een Nederlandse politicus en van 1855 tot 1860 burgemeester van Maastricht.
Van Aken werd onder Frans bewind in 1796 geboren, als zoon van Leo Wilhelmus van Aken (1750-1817) en Sophia Theodora Josepha Wilhelmina de Moers. Zijn vader was gemeenteraadslid te Maastricht 1816, alsook rijproost van de schepenbanken van Zichen en Zussen. Zijn zus Theresia trouwde met Petrus Lambertus Janssens, burgemeester van Bunde.
Van Aken werkte als controleur der waarborg van gouden en zilveren voorwerpen, vervolgens als districtscommissaris en als plaatsvervangend kantonrechter. Hij was van 1835 tot 1839 en van 1855 tot 1860 lid van de Maastrichtse gemeenteraad, alsmede lid van de Provinciale Staten van Limburg (1841-1860).
Vanaf 1855 was hij burgemeester van Maastricht. Tijdens zijn bestuursperiode werd de gasfabriek van Maastricht opgericht. Van Aken overleed in 1860 op 64-jarige leeftijd.
Van Aken was ridder van de Nederlandse Leeuw en commandeur van de Eiken Kroon.